# جويل فريلاند
جويل فريلاند (بالإنجليزية: Joel Freeland)‏ هو لاعب كرة سلة بريطاني ولد في يوم 7 فبراير 1987 في فارنهام في مدينة لندن في المملكة المتحدة، يلعب حالياً مع نادي سسكا موسكو لكرة السلة في دوري اتحاد في تي بي في روسيا، كما لعب مع إيداهو ستامبيد وبورتلاند ترايل بلايزرز في الولايات المتحدة ولعب مع بالونكيستو مالقا وسي بي غران كناريافي إسبانيا، كما شارك في دورة الألعاب الأولمبية الصيفية 2012 في لندن حيث لعب مع منتخب بريطانيا لكرة السلة، يبلغ طوله 210 سم.

## روابط خارجية
- جويل فريلاند على موقع الاتحاد الدولي لكرة السلة (الإنجليزية)
- جويل فريلاند على موقع الدوري الأوروبي لكرة السلة (الإنجليزية)
- جويل فريلاند على موقع إن بي أي (الإنجليزية)
- جويل فريلاند على موقع سبورتس رفرنس (الإنجليزية)
- جويل فريلاند على موقع الدوري الإسباني لكرة السلة (الإسبانية)
- جويل فريلاند على موقع كرة السلة الأوروبية.كوم (الإنجليزية)
- جويل فريلاند على موقع DraftExpress.com (الإنجليزية)
- جويل فريلاند على موقع ريلجم (الإنجليزية)
- جويل فريلاند على موقع بروبوليرز (الإنجليزية)
- جويل فريلاند على موقع سبورتس رفرنس (الإنجليزية)